# Benigno Fitial
Benigno Repeki Fitial (Saipán, 27 de noviembre de 1945) es un político normarianense que ocupó el cargo de Gobernador de las Islas Marianas del Norte desde el 9 de enero de 2006 hasta el 20 de febrero de 2013. Fue un antiguo miembro del Partido Republicano pero ahora pertenece al Partido del Convenio. Fue portavoz de la Cámara de Representantes de las Islas Marianas del Norte.
Para ser elegido gobernador venció las elecciones del 5 de noviembre de 2005 con el 28,1% de los votos. El independiente Heinz Hofschneider recibió el 27,3% mientras que el exgobernador republicano Juan Babauta y el demócrata Froilan Tenorio obtuvieron el 26,6 y el 18% respectivamente. El 20 de febrero de 2013, Fitial dimitió antes de que concluyera el proceso de impeachment iniciado contra él por malversación de fondos y abuso de poder. Le sustituyó en su puesto el vicegobernador Eloy Inos.